# Natura (canal de televisión)
Natura fue un canal de televisión privado español de pago, actualmente producido por AMC Networks International Iberia. 
Natura fue el canal documental especializado en la Naturaleza y el medio ambiente. Una ventana abierta a nuestro planeta 24 horas al día, 365 días al año que acerca al espectador todo lo relacionado con el magnífico espectáculo de la Naturaleza ofreciendo una mirada cercana a nuestros ecosistemas y su biodiversidad, a nuestras culturas, a la evolución y a los fenómenos y desastres medioambientales, geológicos y climáticos que esculpen día a día la personalidad de nuestro planeta. Centró su programación en el concepto “Planeta Tierra”, en su parrilla predominaron los documentales enfocados en el análisis de tres diferentes puntos de vista de nuestro entorno: vivir (dónde habitamos), conocer (qué sabemos) y actuar (cómo nos comportamos) en nuestro planeta.

## Historia
El 23 de abril de 1998, la plataforma de televisión Vía Digital empezó a ofrecer Canal Natura a sus abonados, aunque entonces su programación era formada por 16 horas diarias.
En junio de 2003, la compañía ONO (actualmente Vodafone TV) firmó un acuerdo para la distribución de tres canales de la productora Mediapark, los cuales son Buzz, Natura y Cultura. Ese acuerdo también significó la renovación de otros cinco canales de la productora que se ofrecían en la oferta de la compañía de telecomunicaciones. En ese mismo mes, Euskaltel realizó un acuerdo con Mediapark en que el operador emitiría cinco canales de la productora: Natura, CanalStar, Cinematk, Showtime Extreme y Canal 18.
En 2006 nació Orange TV, y Natura ya estuvo presente en la oferta que presentó inicialmente la compañía francesa de telecomunicaciones en junio del mismo año.
El canal era propiedad de Teuve (antiguamente llamada Mediapark), pero Chello Multicanal pasó a ser su propietario debido a que compró la empresa Teuve en abril de 2010.
En diciembre de 2013, el operador de cable vasco Euskaltel eliminó el canal de su dial.
El canal cesó sus emisiones el día 1 de abril integrando  su programación en el Canal Odisea propiedad también de AMC Networks.